# فيليب بيتان
فيليب بيتان (بالفرنسية: Philippe Pétain) ‏(24 أبريل 1856 - 23 يوليو 1951) كان عسكريًّا ورجل دولة فرنسيًّا أكرم بلقب الماريشال في 1918.
رئيس الدولة الفرنسية الفيشية (1940-1944) ورئيس الوزراء (1940) ووزير الحربية (1934). حُكم عليه بالموت بتهمة الخيانة العظمى (عند انتهاء الحرب العالمية الثانية).

## القائد العسكري
لقب بمنتصر فيردان إذ استطاع أن يدفع الهجوم الألماني على هذا الموقع في معركة فردان التي دامت من فبراير 1916 إلى ديسمبر من نفس السنة. ثم عين قائداً الجيش الفرنسي كله وقمع التمرد المنتشر فيه سنة 1917 إلا أنه كسب احترام الجنود وامتنانهم لأنه كان يعطف عليهم ويحاول أن يحقن دماءهم على خلاف قادة فرنسيين آخرين كانوا يضحون بحياة مئات الألوف من الجنود دون أن يرف لهم جفن، كما عمل جاهداً على تحسين أوضاع الجنود المادية البائسة.

## رئيس الدولة الفرنسية
بعد هزيمة فرنسا سنة 1940 تقلد منصب رئيس الدولة في فيشي، وصار مجرد رئيس شكلي للدولة. أطلق على نظامه الجديد تسمية الدولة الفرنسية نابذاً كلمة جمهورية التي كان يمقتها على غرار أنصاره من أقصى اليمين.
اعتمد النظام الجديد سياسة ممالأة وتعاون مع ألمانيا النازية، وألقت شرطة الدولة الفرنسية القبض على الكثير من اليهود والمقاومين وأرسلتهم إلى معسكرات الإبادة الألمانية.

## إنجازاته
1. أوقف زحف الألمان عند فردان في الحرب العالمية الأولى.
2. كلّل انتصار الحملة الفرنسية الإسبانية تحت قيادته ضد محمد بن عبد الكريم الخطابي 1926.
3. عُيِّن سفيرا في إسبانيا (1939 – 1940 ).
4. خلف رينو من رئاسة الوزارء بينما كانت فرنسا على شفى الانهيار.
5. وقّع هدنه مع ألمانيا ( يونيو 1940 ).
6. أوقف دستور يوليو الفرنسي.

## بعد الحرب
عقب الحرب العالمية الثانية حُكِم عليه بالموت بتهمة الخيانة العظمى العام 1945، ولكن شارل ديجول استبدل الحكم إلى السجن مدى الحياة. ليظل محتجزا حتى فارق الحياة سنة 1951 عن عمر يناهز 95 عاما .